# Ме-Ярр-Олл
Ме-Ярр-Олл — боевая и охотничья палица, короткодревковое ударно-дробящее и метательное холодное оружие австралийских аборигенов. Иногда используется в культовых целях.  

## Описание
Ме-Ярр-Олл представляет из себя плоскую обоюдоострую тяжелую палицу лопастивидной формы, которую аборигены Австралии используют как меч. Длина Ме-Ярр-Олл составляет 130 см. Остриё закругленное, лезвие имеет режущие кромки, ребро жёсткости отсутствует. Края палицы заострены так, что в сечении он имеет линзовидную форму как у бумеранга. У Ме-Ярр-Олл короткая рукоять которую иногда украшают узорами красного, золотого и черного цвета. Обычно черенок обернут растительным волокном для лучшего захвата. Аборигены делают Ме-Ярр-Олл из лиственных пород дерева.
Ме-Ярр-Олл — один из видов рубящего, боевого оружия для рукопашного боя или для охоты на крупного зверя. Также используется в качестве оружия и церемониального объекта в обрядах инициации.